# (9864) 1991 RT17
A (9864) 1991 RT17 a Naprendszer kisbolygóövében található aszteroida. Henry Holt fedezte fel 1991. szeptember 13-án.